# Drapelul Angolei

Drapelul Angolei. Proporţia drapelului: 2:3

Drapelul Angolei este un bicolor orizontal cu roșu, negru și emblema galbenă în centru. Emblema este compusă din o stea cu cinci raze într-o roată cu două trepte, traversată de o macetă (simbolizând secera și ciocanul folosit în iconografia sovietică). Precum este conturat în Constituția Angolei, partea roșie a steagului reprezintă vărsarea de sânge din vremea luptei Angolei pentru independență, iar cea neagră reprezintă Africa.  În emblema din centru, roata reprezintă muncitorii industriași, maceta semnifică țărănimea și steaua simbolizează socialismul.Steagul este descris și explicat cel mai recent în articolul 162 din Legea Constituțională a Republicii Angola pe 25 august 1992.